# Tzitas (espatarocandidato)
Tzitas (em grego: Τζιτ(τ)ας; romaniz.: Tzit(t)as) foi um oficial bizantino do começo do século VII, ativo durante o reinado do imperador Focas (r. 602–610). Servia como espatarocandidato. Em 7 de junho de 605 ou 607, foi executado junto de vários outros oficiais por conspirar contra o imperador, quiçá para sucedê-lo por Teodoro. É possível que fosse de origem ostrogótica e seu nome parece ser uma helenização do não atestado gótico *þiþþa.